# هوانغ وي-يي
هوانغ وي-يي (بالإنجليزية: Huang Wei-yi)‏ (مواليد 11 سبتمبر 1985 في ييلان) لاعب كرة قدم تايواني دولي يجيد اللعب في مركز الهجوم. يلعب حاليا لصالح نادي مركز التدريب الرياضي الوطني التايواني منذ سنة 2009.

## روابط خارجية
- هوانغ وي-يي على موقع قاعدة بيانات كرة القدم.إي يو (الإنجليزية)
- هوانغ وي-يي على موقع ناشيونال فوتبول تيمز (الإنجليزية)